# Live in a Dive: Sick of It All
Live in a Dive: Sick of It All è un album live della serie Live in a Dive pubblicato dai Sick of It All nel 2002.

## Tracce
1. Good Lookin' Out
2. Call to Arms
3. Blown Away
4. Built to Last
5. Just Look Around
6. Let Go
7. Us Vs. Them
8. The Bland Within
9. Disco Sucks Fuck Everything
10. Injustice System
11. Potential for a Fall
12. Scratch the Surface
13. America
14. Straight Ahead
15. Rat Pack
16. Sanctuary
17. My Life
18. Busted
19. Maladjusted
20. Goatless
21. Friends Like You
22. Clobberin' Time
23. Step Down
24. Bullshit Justice

## Formazione
- Lou Koller  - voce
- Pete Koller - chitarra
- Craig Setari - basso
- Armand Majidi - batteria